# Berthold van Hannover
Berthold van Hannover (? - 24 juli 1198) was een Duitse cisterciënzer en bisschop van Lijfland.
Berthold was abt van het cisterciënzer klooster van Lockum. Na de dood van Meinhard van Segeberg, de eerste bisschop van Lijfland (c. 1196) benoemt Hartwig van Uthlede, aartsbisschop van Bremen (tot wiens provincie de pas bekeerde landen behoorden) Berthold tot opvolger.
De heidense Lijven waren fanatiek tegen het christendom. Bertholds voorganger, bijgestaan door kooplieden uit Bremen en Lübeck en een paar bekeerlingen, had vestingwerken gebouwd in Ikšķile en Salaspils langs de Westelijke Dvina, waar de christenen hun kerkdiensten hielden en zichzelf konden beschermen. In de voetsporen van zijn voorganger probeerde Berthold om met vriendelijkheid vertrouwen en goede wil te verkrijgen. In eerste instantie leken de heidenen minder vijandig te worden, maar al snel herleefde de vijandschap. Toen Berthold de christelijke begraafplaats in Salaspils probeerde te zegenen, besloten ze de bisschop ofwel samen met zijn kerk te verbranden of hem in de Dvina te verdrinken. De christenen vluchtten naar hun vestingen, terwijl de bisschop in een schip naar Lübeck ontsnapte.
Met financiële steun van Hartwig en handelaren uit Bremen en Lübeck richtte Berthold in korte tijd een grote vloot op, goed uitgerust en geladen met ridders, kooplieden en ambachtslui.
Nabij de monding van de Dvina stichtte men een nederzetting, de latere stad Riga. Berthold, vergezeld van de ridders, voer de rivier op tot Salaspils. Daar hadden de Lijven zich verzameld om de vloot af te slaan.
Nadat het niet lukte om tot een vreedzame overeenkomst te komen, voeren Berthold en zijn metgezellen enige afstand langs de rivier, achtervolgd door de Lijven. Om tijd te winnen stemden deze in met een wapenstilstand, maar ze vielen de christenen die zich buiten hun versterkingen waagden aan, en de vijandelijkheden werden hervat. De kruisvaarders wonnen het gevecht, maar Bertholds paard sloeg op hol en galoppeerde naar het midden van de vluchtende Lijven. Een Lijf met de naam Ymaut stak zijn lans in Bertholds rug, wat zijn dood veroorzaakte.
Het lichaam van de bisschop werd door de kruisvaarders bij Ikšķile begraven. 
Hartwig benoemde Albert van Riga tot opvolger als bisschop van Lijfland. Deze verlegde de bisschopszetel naar Riga, waar ook Berthold werd herbegraven. Bijgestaan door de nieuw opgerichte Orde van de Zwaardbroeders voltooide Albert de kerstening van Lijfland.